# Иранский леопард
Иранский леопард, или персидский леопард (перс. پلنگ ایرانی‎; научное название: Panthera pardus saxicolor, англ. Persian Leopard), это крупнейший или один из крупнейших подвидов леопарда, который обитает в Западной Азии и находится в списке животных под угрозой вымирания по решению Международного союза охраны природы.
Размер и окрас животного в разных регионах в диапазоне обитания данного вида леопарда в Иране существенно различаются. В целом, длина тела леопарда достигает 160, а иногда и 180 см, длина хвоста — 110 см. Вес персидского леопарда иногда достигает 90 кг, а его рост до плеч — 75 см.

## Сохранение иранского леопарда
По расчётам исследователей на 2005 год, в Западной Азии проживало менее 1300 леопардов, включая Кавказ, Туркмению, Южную Россию, Пакистан, Афганистан и Иран. Примечательно, что как минимум от 60 до 70 процентов от этого количества проживает в пределах границ Ирана. Поэтому Иран, несомненно, является почти единственной территорией для благоприятного существования иранского леопарда в Западной Азии.
Более 30 % численности иранского леопарда обитает в северо-восточной части страны, например, в провинциях Хорасан-Резави и Северный Хорасан, Голестан, Мазандеран и Семнан по-прежнему проживает наибольшее количество леопардов, по сравнению с другими регионами. На юге страны по этому показателю выделяется провинция Фарс. В юго-восточной части страны, наибольшая информация о состоянии и распространении персидского леопарда в последние годы приходит из провинции Систан и Белуджистан, поскольку как минимум в пяти районах этой провинции обитает данный вид леопарда. На северо-востоке Ирана Восточный Азербайджан является наиболее богатой по численности популяции леопардов провинцией, и район Киямаки особенно выделяется по данному показателю. Но информация об обитании крупнейшей персидской кошки на западе страны очень скудна. О леопарде Керманшаха и Курдистана говорится меньше, и, похоже, Илам располагает большей информацией в этом плане. На юге, в провинциях Хормозган, Бушер и Хузестан можно увидеть леопарда до того, как предгорье Загроса перейдёт в прибрежные равнины.

## Зоопарки
Подвид иранского леопарда считается одним из самых популярных подвидов леопардов в зоопарках мира, и большинство крупных зоопарков мира, включая Кельн, Берлин, Мюнстер в Германии, Амерсфорт и Бикс-Берген в Нидерландах, Марул в Англии, Сан-Диего в Соединённых Штатах, Мельбурн в Австралии, Чехию и Шотландию, воспроизводят эту породу. В настоящее время в иранских зоопарках и соответствующих центрах в неволе содержится шесть леопардов.

## Угрозы

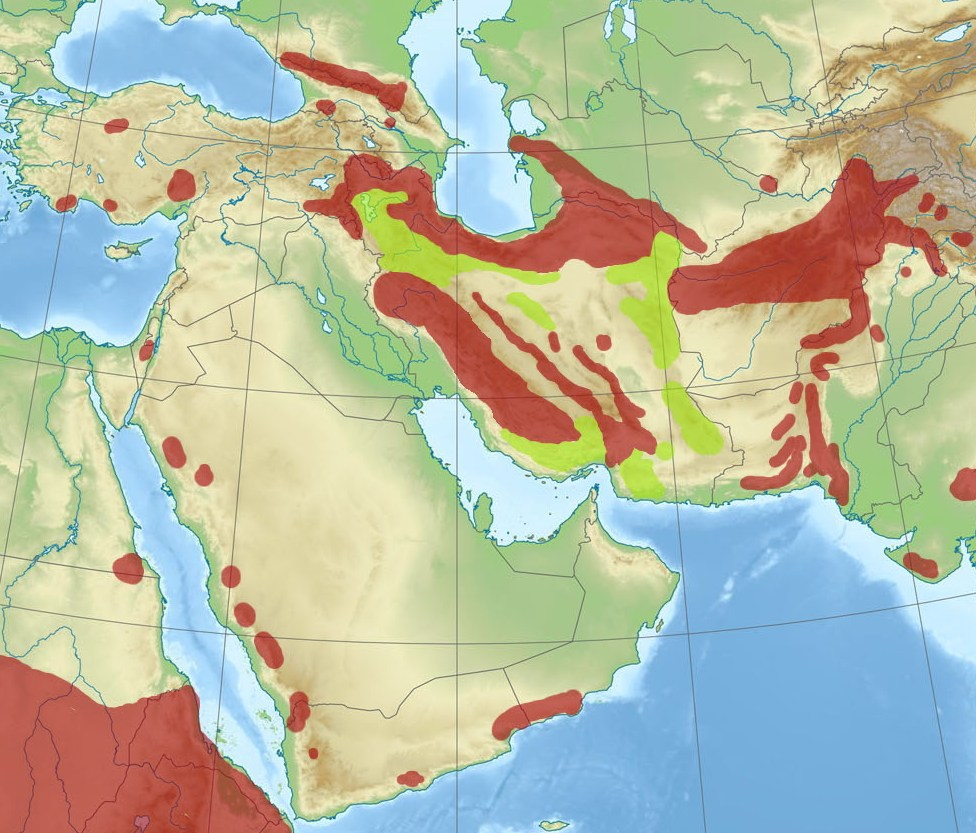
Ареал иранского леопарда

Истребление леопарда во время охоты, использования ядовитых приманок, уничтожение среды его обитания и дорожно-транспортные происшествия привели к тому, что Организация по охране окружающей среды разработало всеобщий план по управлению популяцией иранских леопардов и сохранения их численности с применением иранских научных ресурсов. Страхование иранских леопардов — одна из глав национальной программы защиты и управления численностью иранского леопарда, о чём было объявлено Организацией по охране окружающей среды в конце 2016 года.
23 апреля 2016 года было подписано соглашение между Организацией по охране окружающей среды и страховыми компаниями Ирана в сфере страхования иранского леопарда, третьих лиц и домашнего скота. Поэтому наш страховой проект по поддержке численности леопарда также способствует повышению осведомленности среди людей через программу защиты его популяции.
Общая цель этого страхового соглашения заключается в том, чтобы повысить качество защиты находящегося под угрозой исчезновения подвида иранского леопарда по всему ареалу его обитания в стране посредством организации компенсации потерь, понесенных третьими лицами, контроля конфликтных ситуаций и сокращения потерь, вызванных ответными действиями людей, а также усиления защиты в аварийно-опасных зонах. Страховые случаи, входящие в программу всеобщего страхования персидского леопарда, включают в себя ущерб, понесенный третьими лицами, потери скота и нанесение вреда леопардам.